# Rhyacophila anakbuah
Rhyacophila anakbuah är en nattsländeart som beskrevs av Malicky 1995. Rhyacophila anakbuah ingår i släktet Rhyacophila och familjen rovnattsländor. Inga underarter finns listade i Catalogue of Life.